# Cidadania moral e ética

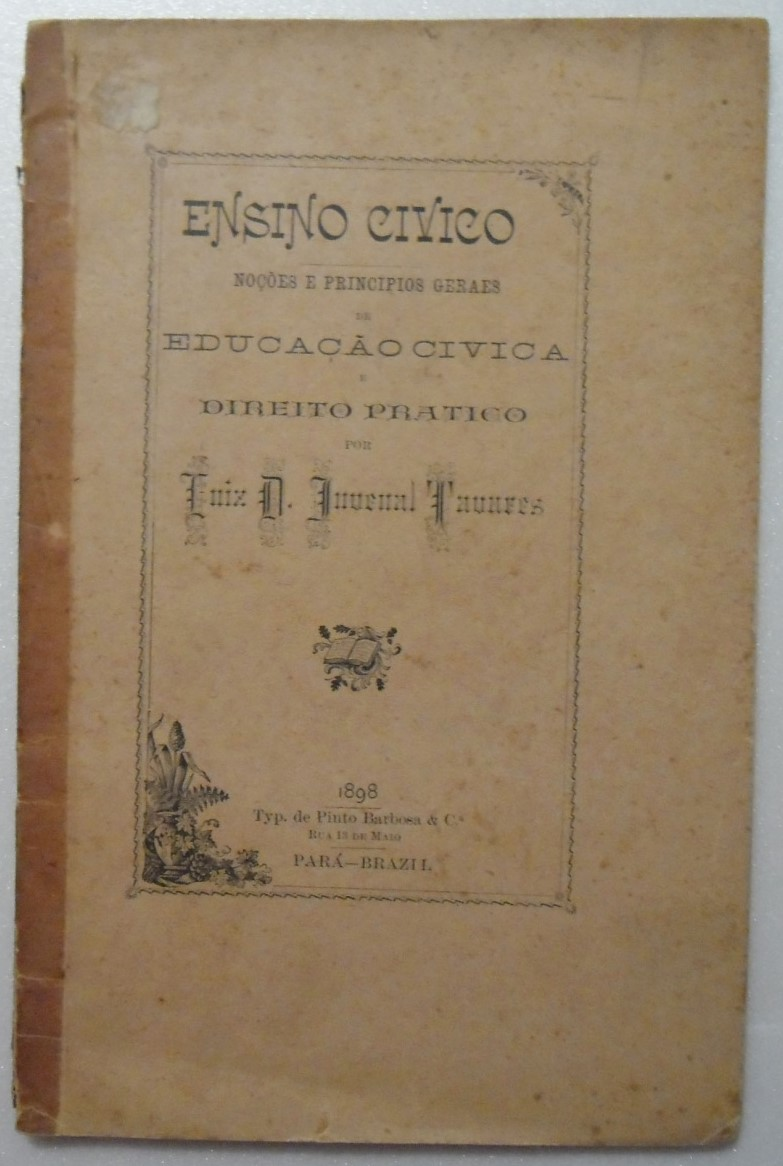
Livro de Educação Cívica de 1898, no estado brasileiro do Pará.

Cidadania moral e ética, considerada uma nova nomenclatura da antiga Educação moral e cívica, é uma disciplina incluída no currículo do ensino fundamental no Brasil.

## História

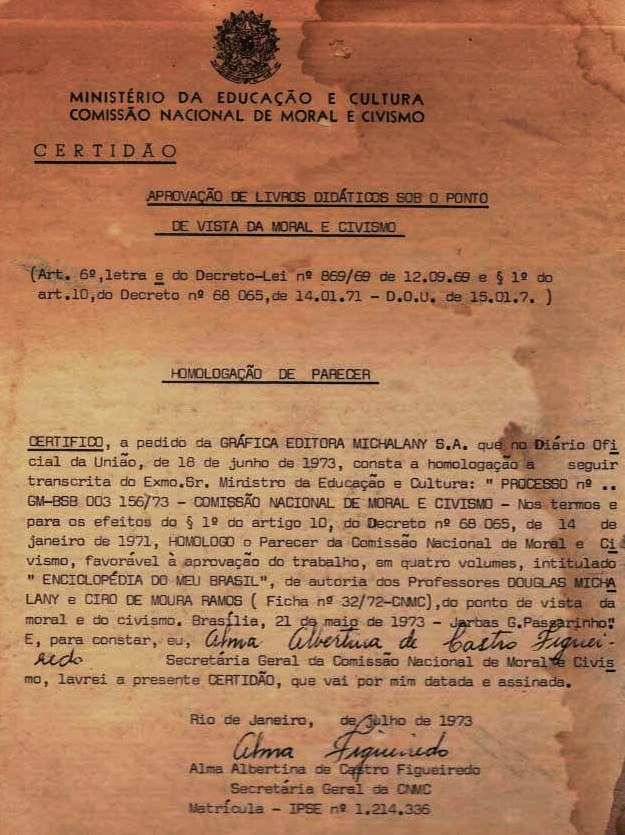
Documento de homologação de obra pela Comissão Nacional de Moral e Civismo em 1973.

O ensino de Educação Moral e Cívica e, em alguns casos, também educação física, já vinham sendo praticados no Brasil, mas a critério dos estabelecimentos, tanto que, em  1936, a editora Civilização Brasileira lançou a tradução brasileira da obra de C. Wagner: Para Pequenos e Grandes - Educação Moral. A adoção da disciplina no currículo escolar nacional ganhou efetividade com o Decreto-lei nº 2.072, de 8 de março de 1940, de Getúlio Vargas e do ministro Gustavo Capanema, que estabeleceu a obrigatoriedade da educação cívica, moral e física da infância e da juventude.
O ensino de Educação Moral e Cívica foi uma disciplina retomada em 1969 pela ditadura militar, considerado como tendo por objetivo controlar a juventude depois das revoltas estudantis na época, que contestavam o regime.
Com o fim da ditadura militar, começaram movimentações para revogar esta matéria dos currículos escolares. Em 1991, no Governo Fernando Collor, houve uma tentativa sem sucesso de revogação do Decreto-Lei nº 869, o que só teve êxito dois anos depois em 14 de junho de 1993, através da Lei n.º 8.663, sendo revogado pelo presidente Itamar Franco que então considerou a matéria desnecessária.
Em 2013, o deputado Valtenir Pereira apresentou um projeto de lei para reinstituir o ensino de EMC e Organização Social e Política do Brasil (OSPB).
Em fevereiro de 2019, já no Governo Bolsonaro, o ministro da educação Ricardo Vélez Rodríguez defendeu a volta ao currículo do ensino fundamental brasileiro, da disciplina educação moral e cívica, como forma de mostrar ao adolescente que viaja para o exterior, "que há contextos sociais diferentes e que as leis de outros países devem ser respeitadas".

## Inclusão no currículo escolar
A inclusão da disciplina foi aprovada pela Comissão de Educação, Cultura e Esporte do Senado Federal em 11 de setembro de 2012, "visando o aprimoramento ético, social e político do aluno, capacitando a compreensão dos problemas sociais do Brasil e do mundo". 
O Projeto de Lei do Senado 2/2012, de autoria do senador Sérgio Souza, modificou a Lei de Diretrizes e Bases da Educação Nacional, incluindo a disciplina como obrigatória para o ensino fundamental. A medida também inclui no currículo do ensino médio a disciplina Ética Social e Política.

## Ética e cidadania
Nas escolas técnicas do estado de São Paulo (Etecs), já existia desde o ano 2000, uma disciplina similar, intitulada Ética e cidadania, para o Ensino Médio e os cursos técnicos, visando o desenvolvimento de noções de cidadania e ética empresarial.